# Distrito de Nowa Sól
Nowa Sól (polaco: powiat nowosolski) es un distrito (powiat) del voivodato de Lubusz (Polonia). Fue constituido el 1 de enero de 1999 como resultado de la reforma del gobierno local de Polonia aprobada el año anterior. Limita con otros cinco distritos: al noroeste con Zielona Góra, al nordeste con Wolsztyn, al este con Wschowa y Głogów y al suroeste con Żagań; y está dividido en ocho municipios (gmina): uno urbano (Nowa Sól), tres urbano-rurales (Bytom Odrzański, Kożuchów y Nowe Miasteczko) y cuatro rurales (Kolsko, Nowa Sól, Otyń y Siedlisko). En 2011, según la Oficina Central de Estadística polaca, el distrito tenía una superficie de 770,73 km² y una población de 86 996 habitantes.